# أندرو دوق يورك
الأمير أندرو دوق يورك (بالإنجليزية: Prince Andrew, Duke of York)‏ (أندرو ألبرت كريستيان إدوارد، من مواليد 19 فبراير 1960) الحاصل على رتبة فارس الرباط وعلى الوسام الملكي الفيكتوري ووسام القوات المسلحة الكندية ورتبة حرس الملكة، الابن الثالث للملكة إليزابيث الثانية ودوق إدنبرة، الأمير فيليب، والذكر الثاني بين أبنائهما، والثامن في خط خلافة العرش البريطاني.
خدم الأمير أندرو في البحرية الملكية البريطانية بصفة طيار مروحية ومرشد وقائد سفينة حربية. خلال حرب الفوكلاند، أدى الطيار الأمير أندرو العديد من المهمات، بما في ذلك المشاركة في الحرب المضادة للسطح، ومهمة استدراج صاروح إكزوست الفرنسي المضاد للسفن، ومهام إجلاء الجرحى. في عام 1986، تزوج الأمير أندرو سارة فيرغسون، وحصل على منصب دوق يورك. أنجب الأمير أندرو من زوجته سارة، الأميرتين بياتريس ويوجيني. حصل كل من زواج الأمير أندرو، وانفصاله عن زوجته في عام 1992، وطلاقهما بشكل رسمي في عام 1996 على تغطية إعلامية واسعة. شغل الأمير أندرو منصب ممثل بريطانيا الخاص بشؤون التجارة الدولية والاستثمار لمدة عشرة أعوام متتالية انتهت في شهر يوليو 2011.
في 20 نوفمبر من عام 2019، علق الأمير أندرو مهامه العامة «في الوقت المنظور» بعد تعرضه لردود فعل سلبية إثر ظهوره في مقابلة تلفزيونية مع برنامج نيوزنايت على هيئة الإذاعة البريطانية بي بي سي، بُثت في 16 نوفمبر من عام 2019، تركز الحوار فيها بشكل أساسي على ادعاءات الاعتداء الجنسي الموجهة ضده، وعلى العلاقات التي كانت تربطه بمرتكب الجرائم الجنسية المدان، جيفري إبستاين. في شهر مايو من عام 2020، أُعلن عن استقالة أندرو نهائيًا من جميع الأدوار الحكومية بسبب علاقاته بإبستاين. أصبح من المعروف أيضًا أن أندرو مشتبه به في التحقيق الجنائي بقضية إبستاين، وأن السلطات الأمريكية قدمت طلب مساعدة قانونية متبادلة إلى المملكة المتحدة بغية استجواب أندرو بشكل رسمي.

## أولى سنوات حياته

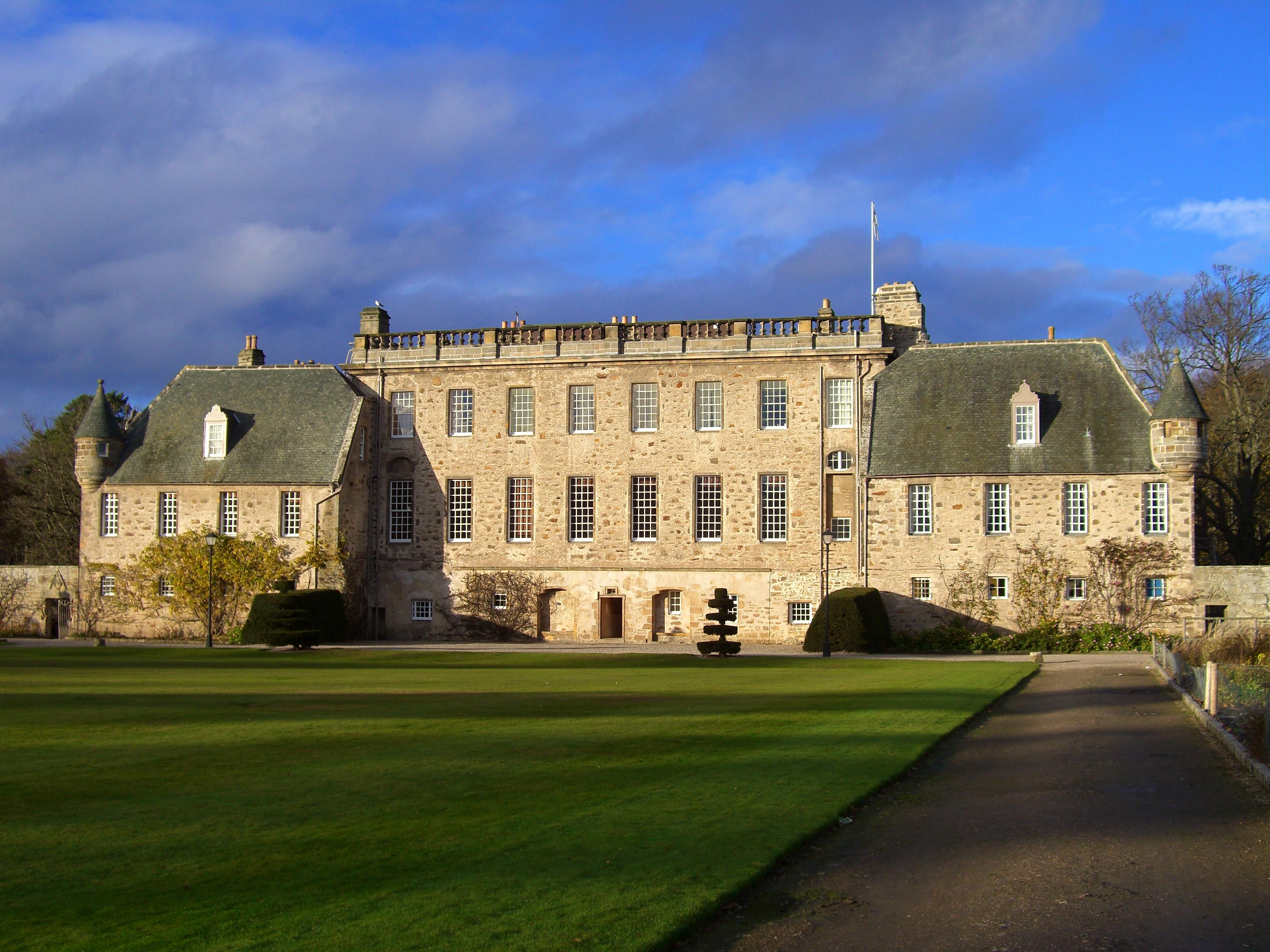
مدرسة جوردونستون في اسكتلندا.

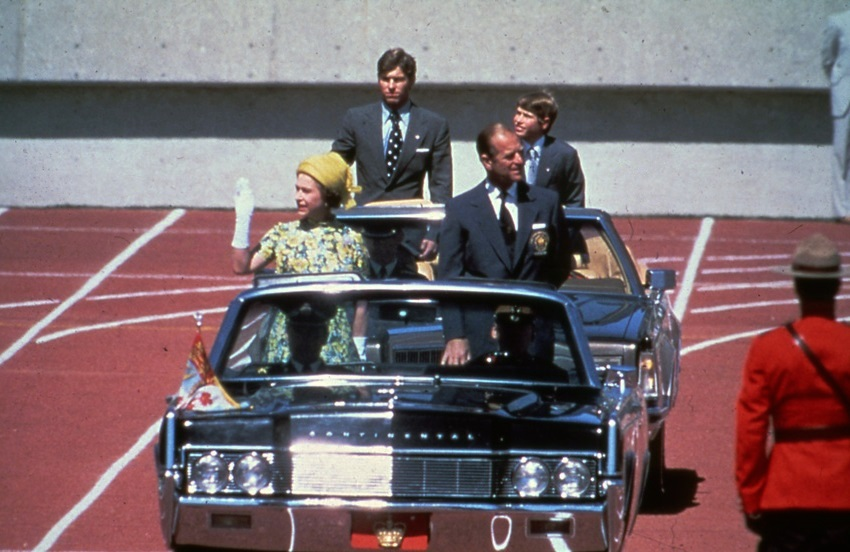
الملكة إليزابيث الثانية، والأمير فيليب، والأمير أندرو، والأمير إدوارد، في افتتاح دورة ألعاب الكومنولث لعام 1978، في مدينة إدمونتون بمقاطعة ألبرتا الكندية.

الطفل الثالث والابن الذكر الثاني للملكة إليزابيث الثانية وزوجها الأمير فيليب دوق إدنبرة، وُلد الأمير أندرو في الجناح البلجيكي داخل قصر باكنغهام في 19 فبراير 1960، وعُمّد في غرفة الموسيقى في نفس القصر في 8 أبريل 1960 من قبل رئيس أساقفة كانتربيري حينها، جيفري فيشر. كان جده لأبيه، الأمير أندرو، أمير اليونان والدنمارك.
كان الأمير أندرو أول طفل يولد لملك في السلطة منذ ولادة أصغر أولاد الملكة فيكتوريا، الأميرة بياتريس ماري فيكتوريا فيودور، في عام 1857. تولت مربية الأمير أندرو، كما هو الحال مع بقية إخوته، مسؤولية تعليمه في طفولته داخل قصر باكنغهام. أُرسل بعدها إلى مدرسة هيذرداون بالقرب من بلدة أسكون غرب مقاطعة باركشير. في شهر سبتمبر من عام 1973، التحق الأمير أندرو بمدرسة جوردونستون، التي سبق لوالده وشقيقه الأكبر أن التحقا بها في وقت سابق، والواقعة في مدينة موراي شمالي اسكتلندا. خلال تلك الفترة، أمضى الأمير أندرو ستة أشهر –من شهر يناير إلى يونيو من عام 1977- في كندا بعد مشاركته ببرنامج التبادل العلمي مع مدرسة ليكفيلد كوليدج بمقاطعة أونتاريو الكندية. غادر الأمير أندرو مدرسة جوردونستون في شهر يوليو، وذلك بعد عامين من الالتحاق بها، متخصصًا باللغة الإنجليزية والتاريخ والاقتصاد.

## الخدمة العسكرية

### البحرية الملكية
أعلن البلاط الملكي في شهر نوفمبر من عام 1978 نية ضم الأمير أندرو إلى البحرية الملكية ابتداءً من عام 1979. في شهر ديسمبر من نفس العام، خضع الأمير للعديد من الاختبارات والامتحانات الرياضية في مركز اختيار الضباط وأطقم الطائرة التابع لسلاح الجو الملكي، داخل مطار لندن بيغين هيل في منطقة بروملي بلندن. خضع الأمير أندرو أيضًا للعديد من الاختبارات والمقابلات في محطة لي أون سولت البحرية الملكية الجوية وأجرى عددًا من المقابلات في هيئة المقابلات الأميرالية وفي قاعدة إتش إم إس سلطان التابعة للبحرية الملكية البريطانية. التحق الأمير أندرو، خلال شهري مارس وأبريل من عام 1979، بالكلية البحرية الملكية، وخضع فيها للتدريب على الطيران، قُبل بعدها بمنصب طيار مروحية متدرب، ووقع عقدًا مدته 12 عامًا ابتداءً من 11 مايو 1979. في 1 سبتمبر من نفس العام، عُين الأمير أندرو ضابط صف بحري، والتحق بكلية بريتانيا البحرية الملكية (دارتموث). خلال عام 1979، أتم الأمير أندرو التدريبات على جميع الأسلحة الخاصة بقوات مشاة البحرية الملكية، وحصل بعدها على قلنسوته الخضراء. حصل الأمير أندرو على رتبة ملازم ثانٍ في 1 سبتمبر 1981، وحصل على منصب قوة مدربة في 22 أكتوبر.
بعد مغادرته كلية بريتانيا البحرية الملكية، بدأ الأمير أندرو التدرب على أساسيات الطيران مع سلاح الجو الملكي في محطة ليمينغ في مقاطعة شمال يوركشاير، وبعدها، انتقل إلى التدريب على قواعد الطيران مع سلاح البحرية في محطة كولدروز البحرية الملكية الجوية، حيث تعلم قيادة طوافة إيروسباسيال غازيل العسكرية. بعد حصوله على شارة أفراد أطقم الطائرات، انتقل الأمير أندرو إلى مرحلة أكثر تقدمًا من التدريب على الطيران، فتعلم قيادة طائرة ويستلاند سي كينغ المروحية، وخضع لتدريب على الطيران التشغيلي استمر حتى عام 1982. انضم الأمير أندرو إلى أسطول طائرات 820 التابع للبحرية الجوية وخدم على متن حاملة الطائرات إتش إم إس إنفايسيبل.

### حرب الفوكلاند
غزت الأرجنتين جزر فوكلاند (أرض بريطانية تقع وراء البحار وتطالب بها الأرجنتين) في 2 أبريل من عام 1982، ما تسبب باندلاع حرب الفوكلاند. كانت حاملة الطائرات، إتش إم إس إنفايسيبل، إحدى حاملتي طائرات عملياتية فقط كانت متوافرة في ذلك الوقت. لذلك، كان لإتش إم إس إنفايسيبل دور رئيس ضمن القوات البحرية الملكية البريطانية التي أبحرت جنوبًا لاستعادة الجزر. تسبب وضع الأمير أندرو على متن حاملة السفن المتجهة نحو جزر الفوكولاند، واحتمال مقتل نجل الملكة أثناء القتال بتزايد قلق الحكومة البريطانية، ورغب مجلس الوزراء بنقل الأمير أندرو إلى وظيفة مكتبية طوال فترة النزاع. مع ذلك، أصرت الملكة على السماح لابنها بالبقاء على متن حاملة السفن. ظل الأمير أندرو على متن إتش إن إنفايسيبل بصفته طيار مساعد لطيار مروحية ويستلاند سي كينغ، وحلق في عدة مهام شملت استهداف المواقع السطحية والغواصات على حد سواء، واستدراج صاروح إكزوست الفرنسي المضاد للسفن، والنقل، والبحث، والدعم الجوي. شهد الأمير أندرو الهجوم الأرجنتيني على الناقلة إس إس الأطلسية.
في نهاية الحرب، عادت حاملة الطائرات الإنجليزية، إتش إم إس إنفايسيبل إلى بورتسموث، حيث شاركت الملكة والأمير فيليب، إلى جانب عائلات بقية أفراد الطاقم، بالترحيب بالمقاتلين العائدين إلى أرض الوطن. بحسب ما ورد فيما بعد، خططت الحكومة العسكرية الأرجنتينية لاغتيال الأمير أندرو في موستيك في يوليو 1982، لكنها لم تقدم على هذه الخطوة. مع أنه كُلف بعدة مهام قصيرة الأجل على متن حاملة الطائرات إتش إم إس إلوستريوس وفي محطة كولدروز البحرية الملكية الجوية وفي مدرسة الخدمات المشتركة للاستخبارات، استمر الأمير أندرو بعمله على متن إنفايسيبل حتى عام 1983. وصف القائد نايجل وارد، في مذكراته طائرة هارير البحر فوق جزر فوكلاند، الأمير أندرو بأنه «طيار ممتاز، وضابط واعد جدًا».

## روابط خارجية
- أندرو دوق يورك على موقع IMDb (الإنجليزية)
- أندرو دوق يورك على موقع الموسوعة البريطانية (الإنجليزية)
- أندرو دوق يورك على موقع مونزينجر (الألمانية)
- أندرو دوق يورك على موقع إن إن دي بي (الإنجليزية)
- أندرو دوق يورك على موقع قاعدة بيانات الفيلم (الإنجليزية)